# Gacha wa shi Meijin no Bōken Jima
Gacha wa shi Meijin no Bōken Jima (ガチャはし名人の冒険島?) es un videojuego de plataformas para teléfonos móviles de Hudson Soft publicado en diciembre de 2007 solamente en Japón. Es parte de la saga de Adventure Island.
Adventure Island es una adaptación del juego arcade Wonder Boy, desarrollado por Escape para Sega. Adventure Island fue seguido por una serie de secuelas sin conexión con la saga Wonder Boy.